# Lasiommata menava
Lasiommata menava — вид дневных бабочек из семейства бархатниц.

## Этимология названия
Menava — предположительно образовано от имени Мены, супруги Хималая, матери светозарной Умы.

## Описание
Длина переднего крыла самцов 23—25 мм, самок 24—28 мм. Крылья коричнево-серого цвета, на общем фоне самца выделяется темное андрокониальное поле и неясные линии, идущие поперёк жилок. Переднее крыло на верхней стороне с крупным чёрным глазчатым пятном, с ярко-белой точкой в центре. Заднее крыло на верхней стороне имеет два чёрных глазчатых пятна с узкими светлыми обводками. Переднее крыло на нижней стороне светло-коричневого цвета, с удлинёнными пятнами в центральной ячейке. Глазчатое пятно у вершины крыла крупное, обведено тонким коричневым кольцом; снаружи от него часто имеется дополнительное глазчатое пятнышко. Заднее крыло на нижней стороне белесовато-коричневого цвета, несёт пёстрый рисунок, образованный тонкими, изломанными коричневыми линиями и светлыми промежутками. Бахромка крыльев пёстрая.

## Ареал
Ареал вида охватывает обширные пространства Центральной и Средней Азии.